# Anguilla címere

Anguilla címere

Anguilla címere egy vízszintesen osztott fehér és türkizkék színű pajzs, rajta három, narancssárga színű delfinnel. A delfinek a tartósságot, az egységet és az erőt jelképezik, az hogy kör alakot formálnak, az pedig a folytonosságot. A fehér háttér a békét, a kék pedig a tengert, a bizalmat, az ifjúságot és a reményt szimbolizálják.
Ugyanezt a címert a rövidfennállású Anguillai Köztársaság is használta 1967-1969-ben.